# British thermal unit
British thermal unit (brytyjska jednostka ciepła), Btu, BTU – jednostka energii stosowana przede wszystkim w Stanach Zjednoczonych, głównie przy określaniu energii generowanej przez urządzenia ciepłownicze. Jeden Btu to ilość energii potrzebna do podniesienia temperatury jednego funta wody o jeden stopień Fahrenheita. Analogiczną jednostką w systemie metrycznym jest kaloria. 
Z powodu nieprecyzyjnej definicji tej jednostki (zmiany ciepła właściwego wody przy różnych temperaturach) jej wartość waha się od 1054 do 1059 J, przyjmuje się jednak 1055,05585262 J. 
1 BtuIT = 1055,05585262 J ≈ 252 cal
1 MBtu = 1.000 Btu ≈ 293,071 Wh
1 MMBtuIT = 1 000 000 BtuIT = 1055,05585262 MJ ≈ 293,071 kWh (MM = tysiąc tysiąc).
Określając moc pompy ciepła (zwłaszcza w systemach klimatyzacji), wydajność chłodzenia jest często (błędnie) wyrażana w Btu. Oznacza się tu BTU na godzinę (BTU/h).
1000 BTU/h ≈ 293 W.